# محوطه جرکشان کیکاووس
محوطه جرکشان کیکاووس مربوط به دوران‌های تاریخی پس از اسلام است و در شهرستان رودسر، بخش رحیم آباد، روستای کیکاووس واقع شده و این اثر در تاریخ ۲ بهمن ۱۳۸۲ با شمارهٔ ثبت ۱۰۷۶۲ به‌عنوان یکی از آثار ملی ایران به ثبت رسیده‌است.